# وزارت دفاع و پشتیبانی نیروهای مسلح
وزارت دفاع و پشتیبانی نیروهای مسلح جمهوری اسلامی ایران (به‌اختصار: ودجا) یکی از وزارت‌خانه‌های دولت ایران است که مسئولیت برنامه‌ریزی، هماهنگی، پشتیبانی و گسترش توان دفاعی نیروهای مسلح ایران را برعهده دارد. وظیفه تجهیز نیروهای دفاعی برای مقابله با تهدیدات احتمالی نیز برعهده این وزارت‌خانه است. وزارت دفاع ایران برخلاف سایر وزارت‌خانه‌های دفاع در سایر کشورهای جهان، هیچ‌گونه اختیار فرماندهی در نیروهای مسلح ایران را ندارد.
وزارت دفاع از جمله نهادهای در ایران است، که به‌دلیل دست داشتن در برنامه موشکی ایران، از جانب ایالات متحده آمریکا، اتحادیه اروپا و شورای امنیت مورد تحریم واقع شده‌است.
وزیر کنونی دفاع سرتیپ عزیز نصیرزاده و جانشین وی، سرتیپ پاسدار سیدمجید ابن‌الرضا است.

## تاریخچه
پیشینه شکل‌گیری این وزارت‌خانه، به دوران قاجار بازمی‌گردد، که تحت عنوان وزارت جنگ فعالیت خود را آغاز کرد. در دولت محمد مصدق در دوره کوتاهی نام آن به وزارت دفاع ملی تغییر پیدا کرد، ولی پس از آن بار دیگر به وزارت جنگ تغییر یافت. پس از وقوع انقلاب ۱۳۵۷ تا خردادماه ۱۳۶۳ تحت عنوان وزارت دفاع ملی فعالیت می‌کرد و در فاصله سال‌های ۱۳۶۳ تا ۱۳۶۸ وزارت دفاع نامیده می‌شد. فرم کنونی این وزارت‌خانه در سال ۱۳۶۸ با ادغام وزارت دفاع و وزارت سپاه پاسداران شکل گرفت.

## سازمان‌های وابسته
- سازمان حفاظت اطلاعات ودجا (ساحفاودجا)
- سازمان عقیدتی سیاسی ودجا[۱۱]
- مرکز مقاومت بسیج ودجا[۱۰]
- بنیاد تعاون ودجا[۱۲]
- سازمان صنایع دفاع (ساصد)[۱۳]
- سازمان صنایع دریایی[۱۴]
- دانشگاه صنعتی مالک اشتر[۱۵]
- سازمان صنایع هوافضا[۱۶]
- سازمان صنایع هوایی ایران[۱۷]
- صنایع الکترونیک ایران (صاایران)[۱۸]
  - انستیتو صاایران[۱۹]
- سازمان جغرافیایی نیروهای مسلح[۲۰]
- سازمان پژوهش و نوآوری دفاعی (سپند)[۲۱]
- سازمان تعاونی مصرف کادر نیروهای مسلح (اتکا)[۲۲]
- سازمان تأمین اجتماعی نیروهای مسلح (ساتا)[۲۳]
  - شرکت سرمایه‌گذاری غدیر[۲۴]
  - گروه گسترش نفت و گاز پارسیان[۲۵]
- مؤسسه اعتباری کوثر (ادغام شده در بانک سپه)[۲۶]
- سازمان توسعه منابع انرژی (توان)[۲۷][۲۸]
- مؤسسه آموزشی و تحقیقاتی صنایع دفاعی[۲۹]
- شرکت سمتا[۳۰]
- بیمارستان چمران[۳۱]

## پادگان
پادگان شهدا جوادنیا تنها پادگانی است که تحت نظارت وزارت دفاع و پشتیبانی نیروهای مسلح فعالیت می‌کند. این پادگان در شهرستان آبیک چند کیلومتری شهر قزوین است که در هر دوره تعداد مشخصی از مشمولان به این پادگان اعزام می‌شوند و دارای چهار گردان است.

## رشته‌های امریه
| لیست رشته‌های ثبت نام امریه وزارت دفاع |                         |
| مهندسی برق                            | فیزیک                   |
| مهندسی مکانیک                         | کشتی‌سازی                |
| مهندسی هوافضا                         | مهندسی پزشکی            |
| مهندسی مواد                           | حقوق                    |
| مهندسی کامپیوتر                       | تعمیر و نگهداری هواپیما |
| مهندسی صنایع                          | مهندسی فناوری اطلاعات   |
| مهندسی شیمی                           | مدیریت                  |
| حسابداری                              | ایمنی                   |
| جوش‌کاری                               | زیست‌شناسی               |

## دژبان کل
دژبان کل وزارت دفاع و پشتیبانی نیروهای مسلح، یگانی نظامی-انتظامی در وزارت دفاع است، که زیر نظر ستاد مشترک وزارت دفاع و پشتیبانی نیروهای مسلح فعالیت می‌کند.
| دژبان کل وزارت دفاع و پشتیبانی نیروهای مسلح | دژبان کل وزارت دفاع و پشتیبانی نیروهای مسلح   |
| ------------------------------------------- | --------------------------------------------- |
| دژبان کل وزارت دفاع و پشتیبانی نیروهای مسلح |                                               |
| کشور                                        | ایران                                         |
| رسته                                        | ستاد مشترک وزارت دفاع و پشتیبانی نیروهای مسلح |
| گونه                                        | پلیس نظامی                                    |
| نقش                                         | ضابط قضایی                                    |
| بخشی از                                     | وزارت دفاع و پشتیبانی نیروهای مسلح            |
| پادگان/ستاد                                 | تهران                                         |

برخی از وظایف دژبان در سربازخانه‌ها، حمایت از افراد نظامی، دستگیری غایبان و فراری‌ها، حراست، کنترل تردد و حفظ نظم اماکن نظامی و جبهه، برخورد با نظامیان متخلف و نظامیان فراری و نگهداری از اسرای دشمن بر عهدهٔ دژبان می‌باشد.